# Younn Zahary
Younn Zahary (Nantes, 1998. október 8. –) Comore-szigeteki válogatott labdarúgó, a Žalgiris játékosa.

## Pályafutása

### Klubcsapatokban
Zahary a francia SM Caen akadémiáján nevelkedett, a francia élvonalban 2018. december 9-én debütált egy Strasbourg elleni mérkőzésen. 2019. február 14-én írta alá első profi szerződését a klubbal. 2020 január és 2021 nyara között a Pau FC csapatában futballozott kölcsönben; a klub színeiben a francia másod- és harmadosztályban összesen húsz mérkőzésen egy gólt szerzett. A 2021–2022-es szezonban huszonöt mérkőzésen lépett pályára a harmadosztályú Cholet csapatában. 2023. január 18-án a Mezőkövesdhez igazolt. 11 nappal később mutatkozott be a csapatban a Puskás Akadémia elleni bajnoki mérkőzésen. 2024. február 14-én szerződést bontott a Mezőkövesd csapatával. 2024. február 20-án aláírt a litván Žalgiris csapatához.

### A válogatottban
Többszörös Comore-szigeteki válogatott, tagja volt a 2021-es afrikai nemzetek kupáján nyolcaddöntős keretnek.

## Statisztika

### A válogatottban
| Comore-szigetek | Comore-szigetek | Comore-szigetek |
| Év              | Mérk.           | Gólok           |
| --------------- | --------------- | --------------- |
| 2019            | 1               | 0               |
| 2021            | 4               | 0               |
| 2022            | 7               | 0               |
| 2023            | 4               | 0               |
| 2024            | 2               | 0               |
| Összesen        | 18              | 0               |

### Mérkőzései a comore-szigeteki válogatottban
| #   | Dátum               | Ellenfél                  | Eredmény | Kiírás              | Esemény |
| --- | ------------------- | ------------------------- | -------- | ------------------- | ------- |
| 1.  | 2019. október 12.   | Guinea                    | 1 – 0    | Barátságos mérkőzés |         |
| 2.  | 2021. március 25.   | Togo                      | 0 – 0    | ANK-selejtező       | 38' 41' |
| 3.  | 2021. szeptember 1. | Seychelle-szigetek        | 7 – 1    | Barátságos mérkőzés | 57'     |
| 4.  | 2021. november 13.  | Sierra Leone              | 2 – 0    | Barátságos mérkőzés |         |
| 5.  | 2021. december 31.  | Malawi                    | 1 – 2    | Barátságos mérkőzés |         |
| 6.  | 2022. január 10.    | Gabon                     | 0 – 1    | ANK-csoportkör      |         |
| 7.  | 2022. január 14.    | Marokkó                   | 0 – 2    | ANK-csoportkör      | 65'     |
| 8.  | 2022. január 18.    | Ghána                     | 3 – 2    | ANK-csoportkör      |         |
| 9.  | 2022. január 24.    | Kamerun                   | 1 – 2    | ANK-nyolcaddöntő    |         |
| 10. | 2022. március 25.   | Etiópia                   | 2 – 1    | Barátságos mérkőzés |         |
| 11. | 2022. június 3.     | Lesotho                   | 2 – 0    | ANK-selejtező       |         |
| 12. | 2022. június 7.     | Zambia                    | 1 – 2    | ANK-selejtező       | 45'     |
| 13. | 2023. március 28.   | Elefántcsontpart          | 0 – 2    | ANK-selejtező       |         |
| 14. | 2023. június 17.    | Lesotho                   | 1 – 0    | ANK-selejtező       |         |
| 15. | 2023. november 17.  | Közép-afrikai Köztársaság | 4 – 2    | Vb-selejtező        |         |
| 16. | 2023. november 21.  | Ghána                     | 1 – 0    | Vb-selejtező        | 85'     |
| 17. | 2024. március 22.   | Uganda                    | 4 – 0    | Barátságos mérkőzés |         |
| 18. | 2024. március 25.   | Angola                    | 0 – 0    | Barátságos mérkőzés |         |